# اودیت نارایان
اودیت نارایان جا که بیشتر او را با اسم اودیت نارایان می‌شناسند آوازخوان نپالی‌تبار هندی است. در سال ۱۹۵۵ (میلادی) در کشور نپال به دنیا آمد.
وی یک خوانندهٔ تجاری است که به تمام زبان‌های کشورهای هند، پاکستان، بنگلادش، سری لانکا و نپال که حدود ۳۲ زبان هستند برای فیلم‌های هندی ترانه خوانده است.
وی تا کنون حدود ۱۵۰۰۰ ترانه خوانده است و به خاطر ترانه‌هایش هشت جایزه از جشنواره‌های مختلف هند دریافت کرده است. در سال ۲۰۰۹میلادی، حکومت هندوستان به خاطر ترانه‌های زیبایی که در دههٔ ۱۹۹۰میلادی، برای فیلم‌های بالیوود خوانده است به وی نشان ویژه اهدا کرد.
ادیت نارایان را سلطان موسیقی بالیوود می‌نامند. نارایان علاوه بر خوانندگی، بازیگر هم هست. وی اکنون در شهر بمبئی ساکن است.

## زندگی شخصی
نارایان تا کنون دو بار ازدواج نموده است.
همسر دومش «دیپا نارایان» که در سال ۱۹۸۵میلادی، با او ازدواج نموده بود نیز خواننده است. آن‌ها یک پسر به نام آدیتیا نارایان دارند. آدیتیا از زمان کودکی شروع به خوانندگی در فیلم‌های نپالی و پس از آن به همراه پدرش در فیلم‌های هندی کرد.